# Дивља јабука
Дивља јабука (лат. Malus sylvestris), позната и под именима шумска јабука и киселица, врста је биљке из рода Malus.

## Опис биљке
Животни век дивље јабуке је од 80 до 100 година. Просечна висина јој је око 4 метра, а највише може достићи и до 10 метара. Може се наћи у брдско-планинским крајевима, али и у пределима близу насељених места и градова. Углавном расте у Европи. Јављају се и у групама и као издвојене биљке. Гусенице се хране листовима дивље јабуке.

## Употреба
Плод биљке није јестив, али се користи за производњу јабуковог сирћета које има лековито дејство.